# Nakaji Yasui
Nakaji Yasui (en japonés 安井 仲治, Yasui Nakaji) (15 de diciembre de 1903 - 15 de marzo de 1942) fue un fotógrafo japonés.
Sus comienzos fotográficos los realizó en el Club Fotográfico Naniwa (浪華写真倶楽部, Naniwa Shashin Kurabu) que era uno de los grupos de aficionados a la fotografía más importantes en Osaka por lo que comenzó a realizar sus obras bajo la influencia del pictorialismo, empleando procesos fotográficos como el bromóleo y la goma bicromatada. Sin embargo en 1930 fue miembro fundador del Club Fotográfico Tampei (丹平写真倶楽部, Tanpei Shashin Kurabu) y tras la impresión que le causó la exposición Film und Foto realizada en Osaka en 1931 abandonó el pictorialismo y se dedicó a realizar fotografías más próximas a la Nueva Objetividad, aunque también realizó fotomontajes y fotogramas a los que denominó Jiki (Magnetismo). Otra influencia importante fue la de la fotografía directa y el grupo de la Photo-Secession.
Realizó un reportaje sobre los judíos deportados a Kobe en 1931 por el régimen nazi, en el que colaboraron además los fotógrafos Osamu Shiihara, Kaneyoshi Tabuchi y Tōru Kōno que también formaban parte del Club Fotográfico Tampei. Otro trabajo muy conocido es la serie que realizó al grupo circense Yamane (山根曲馬団, Yamane Kyokubadan).